# La Nova Scientia
La Nova Scientia est un traité publié en 1537 à Venise par Niccolo Tartaglia (1499-1557). Il est consacré aux méthodes mathématiques appliquées à l'art militaire, en particulier à l'artillerie.

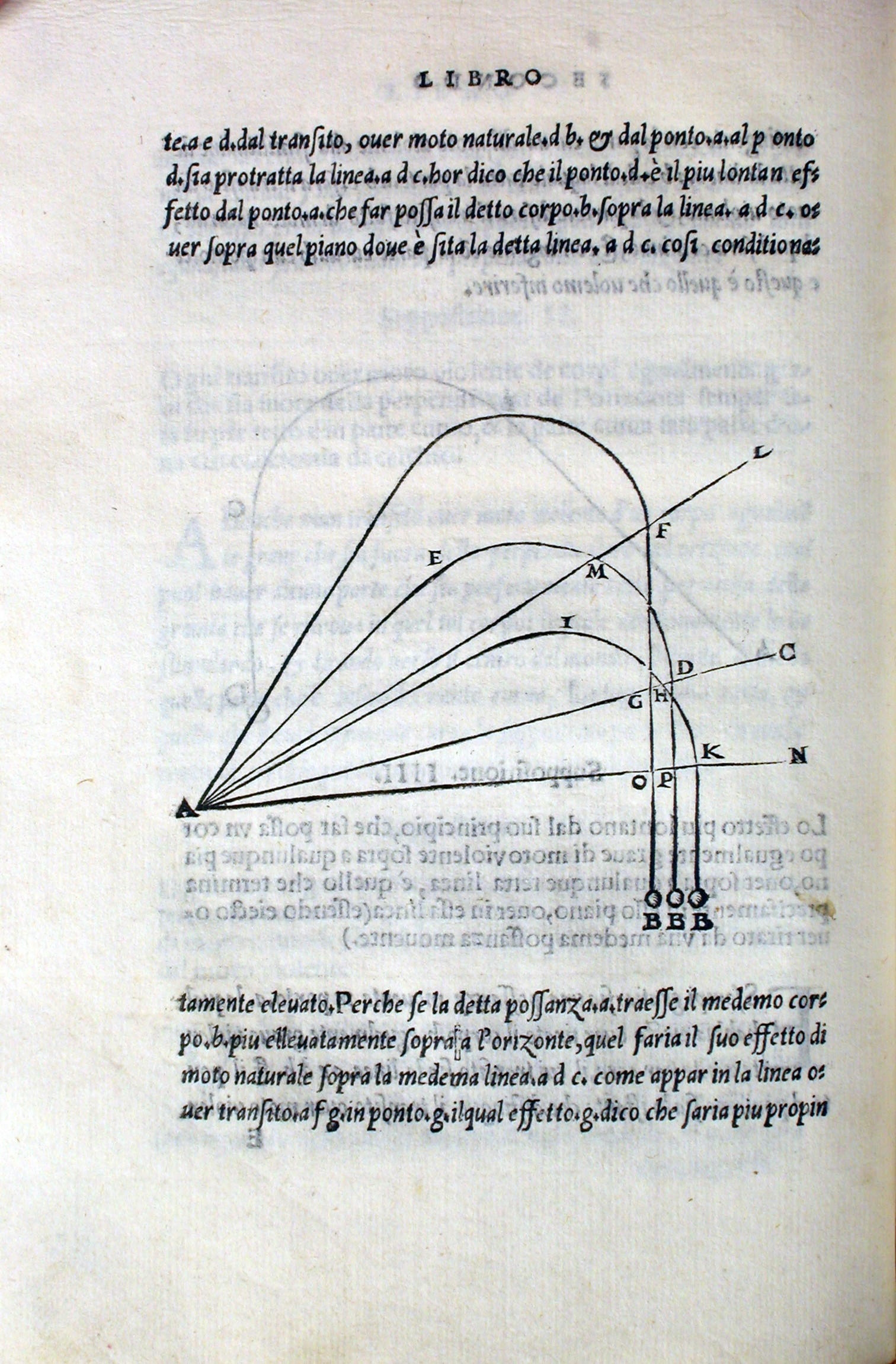
Courbes balistiques de Tartaglia illustrant une édition de 1606 de La Nova Scientia.

L'ouvrage s'attache en particulier à montrer l'efficacité des mathématiques dans la résolution de problèmes pragmatiques (canons, fortifications, etc.), un résultat encore loin d'être acquis au XVIe siècle. En effet, un important débat divise à cette époque le monde savant, connu sous le nom de Quaestio de Certitudine Mathematicarum, concernant l'applicabilité des mathématiques aux phénomènes empiriques. En présentant dans La Nova Scientia les mathématiques appliquées comme une « science », Tartaglia contribue à fournir à ses contemporains des arguments favorables au recours aux mathématiques pour étudier la nature, une prise de position partagée notamment par Christophe Clavius, Giacomo Barozzi et Giuseppe Biancani, et qui annonce l'avènement de la science moderne.